# Max Vieri
Max Vieri, właśc. Massimiliano Vieri (ur. 1 września 1978 w Sydney) – australijski piłkarz występujący na pozycji napastnika. Jest bratem Christiana Vieriego i synem Roberto Vieriego, również piłkarzy.
W swojej karierze rozegrał 143 spotkania i zdobył 6 bramek w Serie B.